# ロイヤルモーター
ロイヤルモーター株式会社（Royal Motor Co.,Ltd.）とは、秋田市に拠点を置くフォルクスワーゲンの正規ディーラーであるフォルクスワーゲン秋田りんかい（フォルクスワーゲンあきたりんかい、Volkswagen Akita Rinkai）および、アウディの正規ディーラーであるアウディ秋田（アウディあきた、Audi Akita）を運営する企業。辻兵の系譜を継ぐ二十日会グループの1社である。

## 概要
トヨタカローラ秋田によるDuo Akita Chuoの開業に伴い、辻兵グループ企業であった秋田ヤナセがフォルクスワーゲン販売を目的として設立。2005年6月22日にフォルクスワーゲン秋田りんかい店を開設した。
その後、秋田ヤナセが手がけるベンツの販売店の跡地に、同じく同社が取り扱うアウディの販売部門を移設した上、ロイヤルモーターが事業を継承した。2009年には、これまでロイヤルモーターが行ってきたアウディ車の整備は、フォルクスワーゲン秋田りんかいが継承。さらに後年にはアウディのショールーム新設。整備部門も設置した。
2013年4月1日に秋田ヤナセを吸収合併し、現在に至る。

## 沿革
- 2005年（平成17年）
  - 3月15日 - 辻兵グループ・二十日会グループ企業（秋田いすゞ自動車、秋田ゼロックス、コマツ秋田など）の出資により、ロイヤルモーター株式会社（2代目法人）を設立。
  - 6月22日 - フォルクスワーゲン秋田りんかい（秋田市八橋字下八橋191番地32）を開設。
- 2007年（平成19年）4月1日 - 秋田ヤナセのベンツショールーム跡地（現在、秋田市高陽幸町の新国道モールの駐車場敷地となっている場所に所在していた）にアウディ秋田を開設。併せて、整備部門を除くアウディの正規ディーラー権を秋田ヤナセより譲受。
- 2009年（平成21年）1月7日 - 秋田ヤナセからアウディの整備部門を譲受。ただし、整備工場がないアウディ秋田ではなく、フォルクスワーゲン秋田りんかいが受け持つ。
- 2011年（平成23年）12月20日 - アウディの店舗工場を新築し移転オープンした。
- 2013年（平成25年）4月1日 - 秋田ヤナセを吸収合併。ただし、メルセデス・ベンツの正規ディーラーは継承せず、先立ってシュテルン仙台に譲渡された。
- 2021年（令和3年）10月8日 - フォルクスワーゲン秋田りんかいを秋田ヤナセ旧本社跡地に（秋田市寺内字蛭根85番地70）新築移転。

## 店舗
- フォルクスワーゲン秋田りんかい - 秋田市寺内字蛭根85番地70
- アウディ秋田 - 秋田市寺内蛭根一丁目16番19号

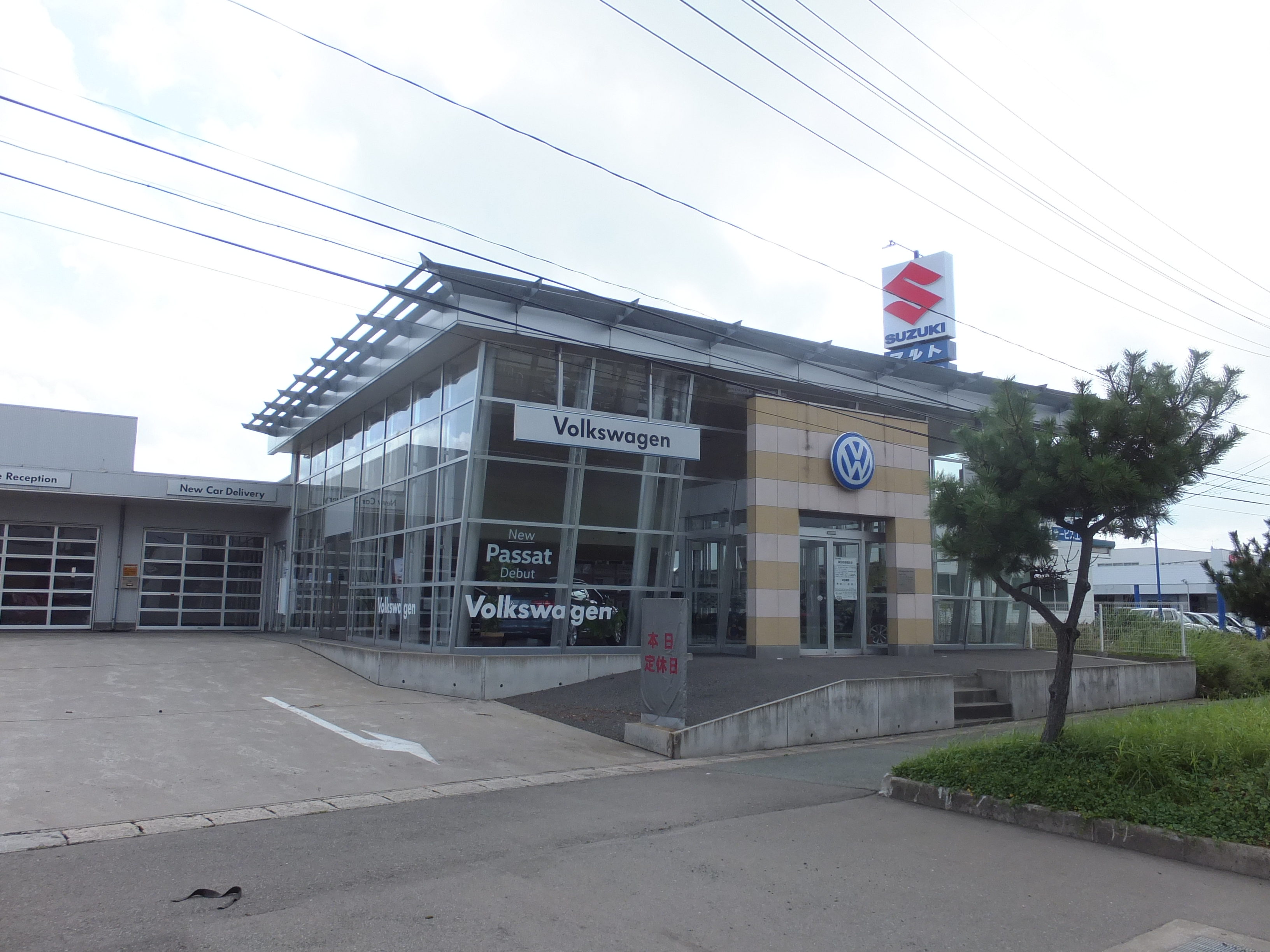
フォルクスワーゲン秋田りんかい旧店舗
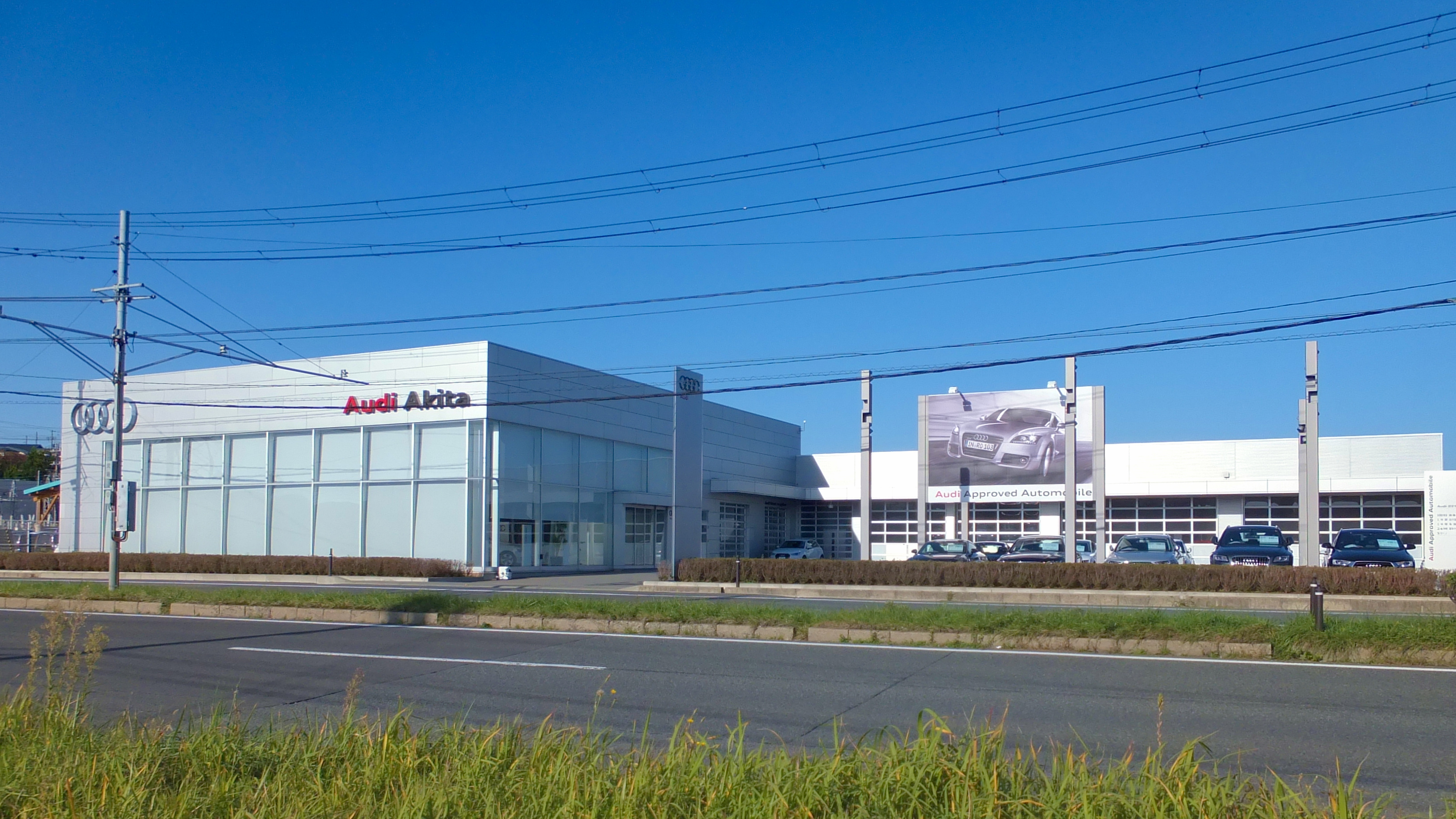
アウディ秋田

### 注
1. ↑  トヨタカローラ秋田の関連会社であったDUO秋田株式会社が運営していたが、2011年頃に撤退。